# TIOBE指數
TIOBE编程社区指数（TIOBE programming community index）是一种衡量编程语言流行度的标准，由成立於2000年10月位于荷兰埃因霍温的TIOBE Software BV创建和维护。
该指数是根据网络搜索引擎对含有该语言名称的查询结果的数量计算出来的。该指数涵盖了網民在Google、维基百科、亚马逊、Bing等网站的搜索結果。该指数於2001年推出，每月更新一次。用戶可以免費查詢信息，但如果需要长期的统计数据則要付費購買。该指数的作者表示，在人們做出各种战略决策时，該指數可能是有价值的。TIOBE主要關注于圖靈完備性语言，所以它不提供例如HTML的受歡迎程度信息。